# Eleição primária do Partido Republicano de Rhode Island em 2012
A eleição primária do Partido Republicano de Rhode Island em 2012 será realizada em 24 de abril de 2012. Rhode Island terá 19 delegados na Convenção Nacional Republicana.

## Resultados
| Eleição primária do Partido Republicano de Rhode Island em 2012 | Eleição primária do Partido Republicano de Rhode Island em 2012 | Eleição primária do Partido Republicano de Rhode Island em 2012 | Eleição primária do Partido Republicano de Rhode Island em 2012 |
| Candidato                                                       | Votos                                                           | Percentagem                                                     | Estimativa de delegados nacionais                               |
| --------------------------------------------------------------- | --------------------------------------------------------------- | --------------------------------------------------------------- | --------------------------------------------------------------- |
| Newt Gingrich                                                   | 0                                                               | 0%                                                              | 0                                                               |
| Ron Paul                                                        | 0                                                               | 0%                                                              | 0                                                               |
| Mitt Romney                                                     | 0                                                               | 0%                                                              | 0                                                               |
| Rick Santorum                                                   | 0                                                               | 0%                                                              | 0                                                               |
| Michele Bachmann                                                | 0                                                               | 0%                                                              | 0                                                               |
| Herman Cain                                                     | 0                                                               | 0%                                                              | 0                                                               |
| Jon Huntsman                                                    | 0                                                               | 0%                                                              | 0                                                               |
| Gary Johnson                                                    | 0                                                               | 0%                                                              | 0                                                               |
| Rick Perry                                                      | 0                                                               | 0%                                                              | 0                                                               |
| Totais                                                          |                                                                 |                                                                 |                                                                 |

| Obs: | Desistiu da disputa |